# 新保生二
新保 生二（しんぽ せいじ、1945年〈昭和20年〉6月2日 - 2004年〈平成16年〉10月26日）は、日本の官僚。元経済企画審議官。広島市出身。

## 略歴
- 1967年（昭和42年） 国家公務員採用上級甲種試験（経済）合格
- 1968年（昭和43年） 東京大学経済学部卒業、経済企画庁入庁、調整局調整課
- 1972年（昭和47年）OECD経済局（フランス）
- 経済企画庁調査局内国調査第一課課長補佐
- 1977年（昭和52年）経済企画庁経済研究所研究調整官
- 1982年（昭和57年）8月21日 経済企画庁物価局物価調整課物価管理室長
- 1985年（昭和60年）6月18日 経済企画庁長官官房参事官
- 1987年（昭和62年）7月22日 経済企画庁総合計画局計画官（産業一般担当）、内閣官房内閣安全保障室内閣審議官併任
- 1988年（昭和63年）8月1日 経済企画庁総合計画局計画官（計量分析一般担当）
- 1990年（平成2年）7月6日 経済企画庁調査局海外調査課長
- 1991年（平成3年）4月15日 経済企画庁調整局調整課長
- 1993年（平成5年）6月17日 経済企画庁長官官房経済企画参事官、長官官房審議官
- 1993年（平成5年）6月25日 大蔵省大臣官房参事官兼財政金融研究所次長
- 1995年（平成7年）6月21日 経済企画庁長官官房経済企画参事官、調整局審議官
- 1997年（平成9年）7月1日 経済企画庁調査局長
- 1999年（平成11年）7月21日 経済企画審議官
- 2001年（平成13年）1月5日 依願退官
- 2001年（平成13年） 大和総研顧問
- 2004年（平成16年） 青山学院大学国際政治経済学部教授
- 2004年（平成16年）10月26日 肺癌のため死去[2]。正四位瑞宝重光章

## 主な著書
- 1979年『現代日本経済の解明』（東洋経済新報社、第23回日経・経済図書文化賞受賞1979年）
- 1985年『分析　日本経済』（東洋経済新報社、1985年）
- 1988年『生きた日本経済入門』（日本経済新聞社、1988年）
- 1991年『ゼミナールマクロ経済学入門』（日本経済新聞社、1991年）
- 1994年『第三の開国を目指す日本経済』（東洋経済新報社、1994年）
- 2001年『日本経済失敗の本質』（日本経済新聞社、2001年）
- 2003年『デフレの罠をうち破れ』（中央公論社、2003年）